# Gatesclarkeana
Gatesclarkeana là một chi bướm đêm thuộc phân họ Olethreutinae trong họ Tortricidae.

## Các loài
- Gatesclarkeana batianensis Diakonoff, 1973
- Gatesclarkeana confracta Diakonoff, 1973
- Gatesclarkeana domestica Diakonoff, 1973
- Gatesclarkeana eothina Diakonoff, 1973
- Gatesclarkeana erotias (Meyrick, 1905)
- Gatesclarkeana idia Diakonoff, 1973
- Gatesclarkeana moderatrix Diakonoff, 1973
- Gatesclarkeana pachnodes (Meyrick, 1911)
- Gatesclarkeana senior Diakonoff, 1966
- Gatesclarkeana tenebrosa (Turner, 1916)